# Louis de Savoie (1488-1502)
Pour les articles homonymes, voir Louis de Savoie.
Louis de Savoie, dit aussi Pierre-Louis, né en 1488 et mort en 1502, est un noble de la maison de Savoie qui à l'âge de 3 ans est nommé prévôt du chapitre et de l'hospice de Montjoux (Grand-Saint-Bernard).

## Biographie
Louis — ou Pierre-Louis — de Savoie naît en 1488. Il est le deuxième des six enfants de Philippe II de Savoie et de sa seconde épouse Claudine de Brosse. 
Destiné à la vie ecclésiastique, il est nommé en 1491, alors qu'il est âgé 3 ans, prévôt du chapitre et de l'hospice de Montjoux. Le système de la commende est en vigueur dans de nombreuses abbayes : il permettait à un membre du clergé séculier (en général un évêque) de prendre le contrôle financier et administratif d'une abbaye, sans prendre en charge toutefois l'organisation de la vie monastique. Mais, le temps passant, les abus se multiplièrent : ainsi, la plupart des abbés commendataires devinrent vers la fin du XVe siècle des nobles, fils ou frères de seigneurs régnants. Dans le cas de l'ordre du Grand-Saint-Bernard, la famille de Savoie prit en main la destinée du monastère durant de nombreuses années ; ainsi, le prédécesseur de Louis à la tête de l'ordre fut son oncle François de Savoie (mais qui était cependant ecclésiastique) et son successeur Philippe de Savoie-Nemours, son frère, qui quitta la vie religieuse dès ses dix-neuf ans.
Louis de Savoie meurt en 1502. En tant que membre de la maison de Savoie, il est enterré dans l'abbaye d'Hautecombe. Une description de son cénotaphe est donnée par Joseph Jacquemoud : « L'âme de ce jeune prince est représentée sous le forme d'un ange ayant un pied sur le globe et s'élevant au ciel ». Il donne également l'inscription :

« LUDOVICUS PHILIPPI II F
 
PRAEPOSITUS. ECCL. MONTIS. JOVIS
 
IN. ALPIBUS PENNINIS
 
QUI. AB. HUMANIS. AD. COELESTIA. VOCATUS

IMMATURE. OBIIT. ANNO. MDII

AETATIS. SUAE. XIV »